# Bror Forssell (botaniker)
Carl Bror Jakob Forssell, född den 26 februari 1856 i Skara, död den 12 februari 1898 i Karlstad, var en svensk botanist och skolman.
Forssell var son till Nils Edvard Forssell. 
Forssell blev student vid Uppsala universitet 1875, filosofie doktor och docent i botanik på Uppsala universitet 1883 samt lektor i naturalhistoria och kemi vid Karlstads högre allmänna läroverk 1885. 
Han skrev, förutom uppsatser i facktidskrifter företrädesvis rörande lavar, den prisbelönta avhandlingen Beiträge zur Kenntniss der Anatomie und Systematik der Gloeolichenen (i "Nova acta Societatis scientiarum upsaliensis", 1885), Inledning till botaniken (1888; 6:e upplagan 1905, utgiven av Johan Skårman), en utförligare Lärobok i botanik för de allmänna läroverkens högre klasser (1890; 4:e upplagan 1906, utgiven av Skårman) och (med Axel Wirén) Jämförande framställning af djurens organsystem (text och atlas, 1896).